# 털작은과일박쥐
털작은과일박쥐(Rhinophylla alethina)는 주걱박쥐과(신세계잎코박쥐류)에 속하는 박쥐의 일종이다. 콜롬비아와 에콰도르에서 발견된다.

## 특징
작은 박쥐로 몸길이는 47~60mm이고 전완장은 32~36mm이다. 발 길이는 8~12mm, 귀 길이는 12~18mm, 몸무게는 최대 14g이다. 부드러운 털이 다이와 발, 앞팔 밑까지 덮여 있다. 등쪽 털은 거무스레하고 엉덩이 쪽으로 갈수록 연해지지만 배쪽은 거무스레한 색부터 검은 갈색까지 다양하다. 주둥이는 짧으며 잎코는 넓고 피침형을 띠고 거무스레하다.

## 생태
동굴 안에서 은신한다. 먹이는 덤불 속 열매이고 곤충을 먹기도 한다. 두 번의 번식기를 갖는다.

## 분포 및 서식지
콜롬비아와 에콰도르의 태평양 연안에서 발견된다. 해발 최대 1,700m 이하의 열대 상록수림에서 서식한다.